# Cyclopteryx laniata
Cyclopteryx laniata är en fjärilsart som beskrevs av George Francis Hampson 1924. Cyclopteryx laniata ingår i släktet Cyclopteryx och familjen nattflyn. Inga underarter finns listade i Catalogue of Life.